# 효소 목록
효소 목록(酵素目錄, 영어: list of enzymes)은 국제 생화학·분자생물학 연합의 효소 위원회(EC) 번호 메기기 체계에서 분류한 효소들의 목록이다.
- EC 번호 목록 (EC 1) (영어판)
- EC 번호 목록 (EC 2) (영어판)
- EC 번호 목록 (EC 3) (영어판)
- EC 번호 목록 (EC 4) (영어판)
- EC 번호 목록 (EC 5) (영어판)
- EC 번호 목록 (EC 6) (영어판)
- EC 번호 목록 (EC 7) (영어판)

## 분류:산화 환원 효소(EC 1) (산화 환원 효소)
- 탈수소효소
- 루시페레이스
- DMSO 환원효소

### 분류:EC 1.1(공여체의 CH-OH기에 작용)
- 분류:EC 1.1.1 (NAD+ 또는 NADP+를 전자수용체로 사용함)
  - EC 1.1.1.1: 알코올 탈수소효소